# Svijet Mide
Svijet Mide (eng. Midas world) je znanstvenofantastična knjiga koju je napisao Frederik Pohl između 1954. i 1983. godine.

## Knjiga
Priča ove knjige nam govori o društvu koje nastaje nakon otkrića načina proizvodnje jeftine neiscrpne energije (fuzije). U tom novonastalom svijetu bogataši žive u "malenim" kućama dok sirotinja u dvorcima. Svaki stanovnik ovoga svijeta je prisiljen potrošiti njemu dodijeljenu količinu dobara. Ako to ne bi uspio on biva kažnjen degradiranjem svoga društvenog statusa, preseljenjem u veću kuću i dodavanjem nove količine dobara koje mjesečno mora potrošiti. To apsurdno društvo će tijekom vremena nastaviti evoluirati stvarajući tako novi apsurd. 

## Dijelovi
Knjiga Svijet Mide je u stvarnosti skupina priča koju je Frederick Pohl pisao tijekom gotovo tri desetljeća. Originalna imena priča koje se nalaze u ovoj kolekciji su:
- The Fire-Bringer
- The Midas Plague
- The Servant of the People
- The Man Who Ate the World
- The Farmer on the Dole
- The Lord of the Skies
- The New Neighbors

Neke od tih priča su bile prevedene i izdane na području Hrvatske tijekom SFRJ.

## Savjet čitateljima
Ova knjiga spada u podžanr sociološke, društvene znanstvene fantastike. Čitatelji koje zanima avanturistički, akcijski ili humoristični podžanr trebaju se držati što dalje od ove knjige jer će im biti veoma dosadna.